# Juste Shani
Juste Shani est une rappeuse française  née en Essonne. En 2019, elle se fait connaître du public avec la sortie de son single « Selection Féminine ».  Plus tard, elle se consacre pleinement à la musique et sort son premier EP “Nuits Blanches” le 12 avril 2024.

## Biographie
Née a Wissous dans l’Essonne, d'origine congolaise (république démocratique du Congo) , Juste Shani écrit ses premiers textes dès l’enfance, passionnée de lecture et d’écriture[réf. nécessaire]. Elle s’inspire d’abord des chansons américaines R'n'B de l'époque avant de découvrir le rap.
Après l'obtention d'un Master en Marketing, elle décide de prendre une année sabbatique en 2018 pendant laquelle elle explore la danse hip hop, le chant, le football (dans un club parisien), et surtout le rap.
Elle enchaîne les Open Mic. La même année, l’artiste publie sur les réseaux sociaux plusieurs freestyles et se constitue rapidement une communauté.
En juillet 2023 lors du mondial féminin, elle célèbre de nouveau les footballeuses du monde entier avec le single "Joga Bonito", et le joga bonito challenge sur les réseaux sociaux.
Dans les années qui suivent, la rappeuse et toplineuse est sélectionnée dans plusieurs tremplinsrenommés qui l'aident à professionnaliser son activité :
- 2019 : Lauréate Give me Five du Réseau MAP (Réseau des Musiques Actuelles de Paris).

- 2021 : finaliste Buzz Booster Ile-de-France, dispositif national de détection et de diffusion des musiques Hip Hop.

- 2021 : première partie du groupe de rap français IAM à l'Olympia, soutenue par RIFFX[5] by Crédit Mutuel

- 2022 : lauréate Rappeuse en Liberté[6], dispositif d’accompagnement dédié aux rappeuses[7],[8],[9]

- 2022 : gagnante de la tournée RADAR[10] (Solidays, Lollapalooza...), tremplin de la musique urbaine.

- 2023 : gagnante Giveme5, le tremplin rap itinérant de Renault qui l'amènera à son premier Planète Rap sur Skyrock avec Youssoupha.

- 2023 : sélectionnée au parcours expérience du FAIR[11]. , 1er dispositif de soutien au démarrage de carrières et de professionnalisation en Musiques Actuelles.

## EP
- 2024: Nuits Blanches (EP)
- 2025: Diamant Noir (EP)

### Quelques singles
- 2021 : Dimelo[12]
- 2022 : Bonne Fête
- 2023 : Ça tangue
- 2023 : Hannah Montana[13]
- 2023 : Joga Bonito[14]
- 2023 : Carte Blanche #1 (Reine des neiges)
- 2023 : Carte Blanche #2 (Mufasa)[15]
- 2023 : Carte Blanche #3 (Paëlla)
- 2024 : Epilogue
- 2024 : Aya
- 2024 : Carte Blanche #4 (Avance)

### Quelques collaborations
- 2024: participation sur plusieurs morceaux en featuring avec la scène émergente du Brésil à la suite d'une tournée de concert sur le territoire
- 2022 : Salam Aleikum sur la compilation REL 2022
- 2022 : 1OOK avec Illustre, L7, La Giù, Le Z, Maey, Mando MCD, Milly Parkeur, Nanor, Sheyni
- 2022 : Pas dans le thème avec Maey et Nanor
- 2023 : Vraies alliés avec La Giù
- 2023 : Au jour le jour, de Sully Prudhomme, pour la vidéo "C'est la base : rap et poésie"[16]